# Кристина Французская
Кристина Французская, или Мария Кристина Французская (фр. Christine de France, итал. Maria Cristina di Borbone-Francia; 10 февраля 1606[…], Луврский дворец, I округ Парижа — 27 декабря 1663[…], Турин) — принцесса из дома Бурбонов, урождённая принцесса Французская и Наваррская, дочь Генриха IV, короля Франции. Жена герцога Виктора Амадея I; в замужестве — герцогиня Савойская и княгиня Пьемонтская. После смерти супруга была регентом при несовершеннолетних сыновьях Франциске Гиацинте и Карле Эммануиле.

## Биография
Кристина стала второй дочерью и третьим ребенком короля Франции Генриха IV и его второй жены Марии Медичи и получила титул «дочь Франции». В феврале 1619 года в Париже она вышла замуж за герцога Савойского Виктора-Амадея I (1587—1637). В этом браке родились:
- Людвиг Амадей (1622—1628);
- Луиза Кристина (27 июля 1629 — 14 мая 1692) — супруга своего дяди Маурицио Савойского;
- Франциск Гиацинт (14 сентября 1632 — 4 октября 1638), герцог Савойский;
- Карл Эммануил II (20 июня 1634 — 12 июня 1675), герцог Савойский;
- Маргарита Виоланта (15 ноября 1635 — 29 апреля 1663) — супруга герцога Пармского Рануччо II;
- Генриетта Аделаида (6 ноября 1636 — 18 марта 1676) — супруга курфюрста Баварии Фердинанда Марии;
- Екатерина Беатриса (6 ноября 1636 — 26 августа 1637).

После смерти мужа Кристина взяла на себя регентство при сыне Франциске Гиацинте, а позже при Карле Эммануиле II. Регентство оспаривали её деверья Томас и Морис Савойские, поддерживаемые Испанией, но герцогине удалось сохранить это право при помощи Франции после нескольких лет гражданской войны. В 1642 году родственники помирились, а чтобы упрочить дружественную связь Морис Савойский взял в жены дочь Кристины, Луизу, которой было тогда 13 лет.
В Турине для Кристины Марии был построен палаццо Реале и перестроен замок Валентино во французском стиле. Она умерла в Турине 27 декабря 1663 года в возрасте 57 лет.